# Christian Engelhart
Christian Engelhart , född 13 december 1986 i Ingolstadt, är en tysk racerförare.